# باريش باشداش
باريش باشداش (من مواليد 17 يناير 1990) هو لاعب كرة قدم تركي. لعب آخر مرة كقلب دفاع لهانوفر 96.